# 7460 Джулініколес
7460 Джулініколес (7460 Julienicoles) — астероїд головного поясу, відкритий 9 травня 1984 року.
Тіссеранів параметр щодо Юпітера — 3,497.